# Хладноломкость
Хладноло́мкость — склонность металла растрескиваться и ломаться при холодной механической обработке.
Этот недостаток не мешает железу выносить различные механические формоизменения в нагретом состоянии, коваться, свариваться и т. д.

## Причины появления
Хладноломкость вызывается в стали посторонними примесями, главным образом, примесью фосфора, сурьмы, мышьяка и вольфрама, а отчасти также серы, меди, цинка и хрома. 
Из этих примесей преобладающее влияние оказывает фосфор. Влияние его проявляется тем сильнее, чем богаче металл углеродом. Поэтому, например, в богатой углеродом твердой тигельной стали увеличение примеси фосфора на несколько тысячных долей процента уже значительно усиливает хладноломкость, между тем, как в мягком железе даже колебания в содержании фосфора в несколько сотых процента не оказывают заметного влияния на вязкость, то есть не усиливают хладноломкость.
Внешние признаки хладноломкого железа: белесоватый цвет, сильный блеск и чешуйчатое сложение. Будучи пригодно на кузнечные поделки, хладноломкое железо совершенно не годится на мостовые и т. п. сооружения, долженствующие подвергаться ударам и сотрясениям при низких температурах.

## Преимущества низколегированных сталей
Низколегированные стали обладают по сравнению с обычной углеродистой сталью рядом преимуществ. Их предел текучести превышает на 30% и более предел текучести обычной Ст3кп. Они высокопластичны, меньше склонны к хладноломкости (критические температуры перехода низколегированных сталей в хрупкое состояние  минус 60 ˚С), хорошо свариваются.